# Jess Margera

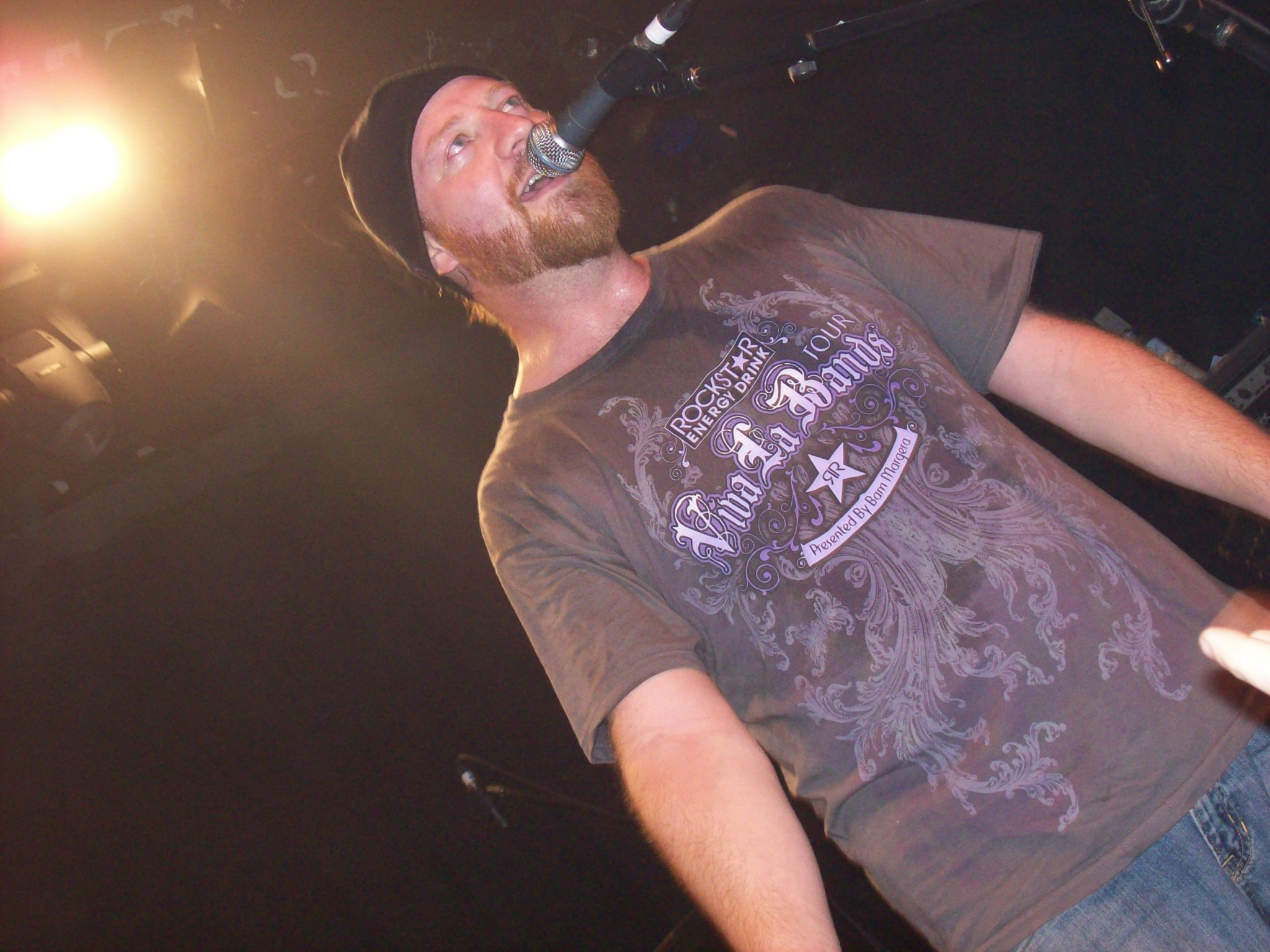
Jess Margera

Jess Margera, född 28 augusti 1978 i West Chester, Pennsylvania, är bror till Bam Margera och trummis i Camp Kill Yourself. Föräldrarna är Phil och April Margera. Hans första dotter, Ava Elizabeth Margera, föddes 8 april 2005. Mamman är hans fru Kelly. Kelly träffade han under en Turbonegro-konsert hemma hos Bam och hans föräldrar under inspelningen av Bams TV-program Viva La Bam. Jess är med i CKY-filmerna, Haggard, Return to sleepaway camp, Dreamseller; Han medverkade även i Jackass vid ett fåtal tillfällen.